# Pic de Vuosaari
Le pic de Vuosaari (en finnois : Vuosaarenhuippu), est une zone de loisirs en plein air de plus de 60 hectares dans la partie nord quartier de Vuosaari à l'est d'Helsinki en Finlande.

## Description

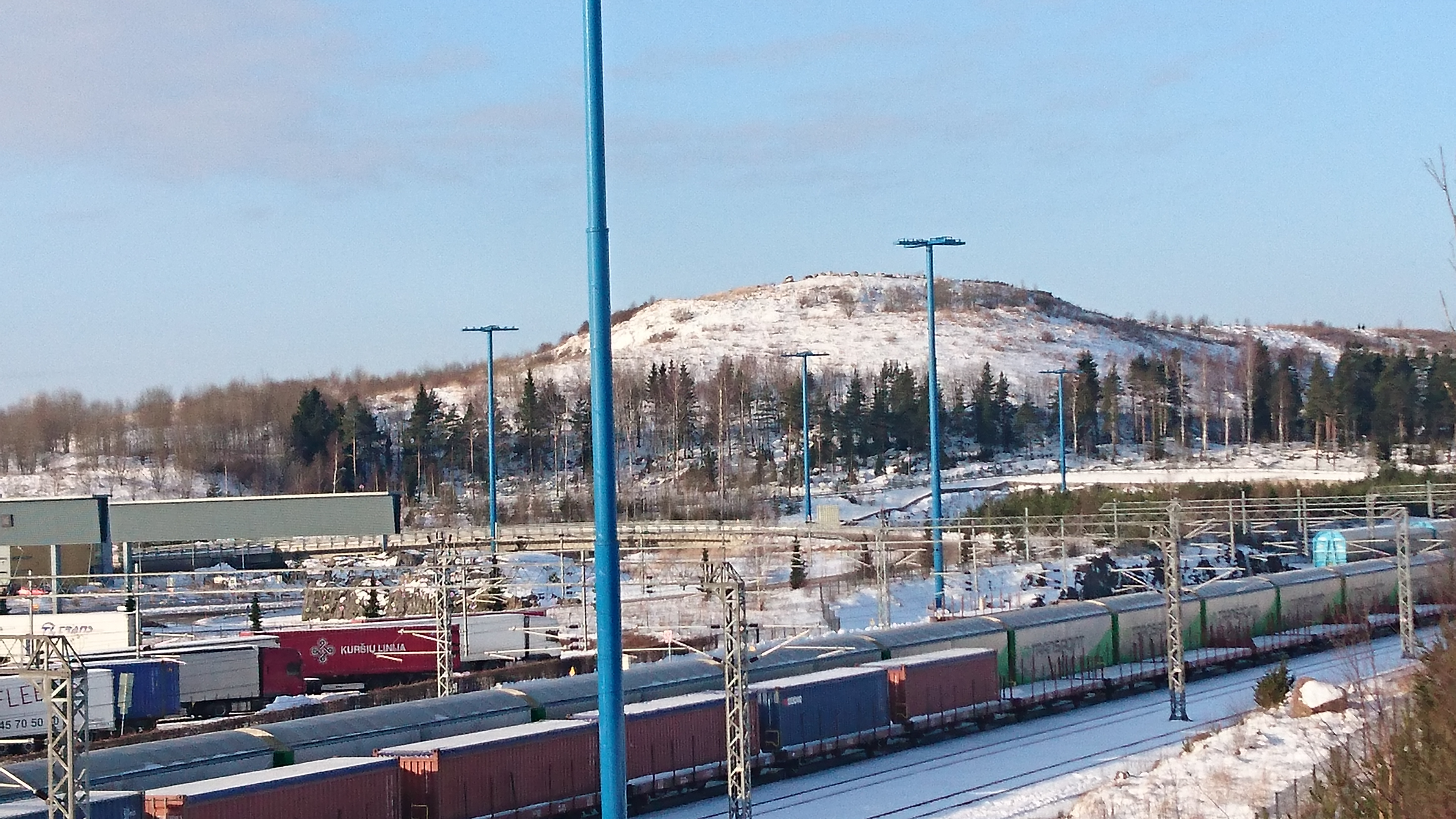
Au fond, le pic de Vuosaari, vue de Fotängeninmäki.

Dans le passé, la décharge de Vuosaari était située dans la zone et les masses de terre restantes des constructions y étaient aussi déchargées.
Grâce à l'écologie de la restauration, l'ancienne décharge et la zone d'enfouissement ont été transformées en un environnement exceptionnel à l'échelle d'Helsinki.
Bien que la ville d'Helsinki n'ait commencé l'aménagement paysager qu'en 2003, plus de 400 espèces végétales et de nombreuses espèces animales rares ou menacées ont déjà été trouvées dans la zone.
Des sentiers relient le pic de Vuosaari à la zone de conservation de Mustavuori (fi).

## Histoire de la décharge
La décharge de Vuosaari a fonctionné dans la zone entre 1966-1975 et 1979-1988.
Plus tard, c'était l'une des "trois grandes décharges".
Les deux autres étaient la décharge d'Ison-Huopalahti et la décharge de Pasila .
Après la décharge d'Ämmässuo, il s'agit de la deuxième plus grande décharge jamais située dans les pays nordiques.
Des ordures ménagères et des déchets industriels ont été acheminés vers la zone , ainsi que probablement des déchets dangereux,.
Au total, 3,4 millions de tonnes de déchets solides municipaux et 150 000 tonnes de déchets industriels ont été transportés sur le site, bien que certaines sources affirment que seulement 1,7 million de tonnes ont été acceptées. En outre, des déchets de construction , des agents de suppression du soufre, des solvants , des déchets hospitaliers, des cendres de centrales électriques au charbon , des précipités et du limon y ont également été éliminés. Parmi ceux-ci, on trouve des hydrocarbures aromatiques polycycliques, des composés organiques volatils, des métaux lourds et des composés soufrés.
Selon toute vraisemblance, des déchets toxiques ont également été apportés,,.

## Vues depuis le pic de Vuosaari

Le port de Vuosaari.